# Pagellus erythrinus
Espèce
Répartition géographique
Statut de conservation UICN

 LC  : Préoccupation mineure
Le pageot commun (Pagellus erythrinus) est une espèce de poissons de la famille des sparidés.